# Membrane de Bowman
La membrane de Bowman ou lame limitante antérieure de la cornée est une couche de collagène située dans la cornée, entre la membrane basale épithéliale et le stroma. Individualisée chez l'homme, elle mesure de 8  à   14 μm dans sa partie centrale.
Elle est constituée de fibres de collagène réparties au hasard dans de la substance fondamentale ; dépourvue de cellules hormis quelques cellules de Schwann entourant les terminaisons nerveuses. La substance fondamentale est quant à elle constituée de mucoprotéines de composition chimique semblable à celle du stroma. Les fibres de collagène certainement de type IV, V, VI, VII présente une striation transversale de diamètre 20  à   30 μm et 240 à 270 Angström de long. Cette couche anhiste n'est pas à proprement parler une membrane.
Elle est probablement synthétisée par les cellules basales de l'épithélium et apparaît durant la quatrième semaine de la vie embryonnaire. Par la suite toute rupture de la membrane de Bowman va entraîner la création d'un tissu cicatriciel générant des opacités transitoires, les cellules basales n'étant plus capables de la régénérer.